# Bardot (Britse band)
Bardot was een Brits trio van zangers/songwriters, die soms werden vergeleken met Crosby, Stills & Nash en The Eagles.

## Bezetting
- Ray McRiner[2] (componist, gitaar, zang)
- Laurie Andrew[3] (componist, zang)
- Chris Bradford[4] (componist, zang)
- Pip Williams (producent)

## Geschiedenis
De band bracht in 1978 Rockin' In Rhythm uit bij RCA Records, een collectie bijgeschaafde folkrocksongs, helder van melodie en complexe samenklank. Er werden ook drie singles uitgebracht, waarvan de debuutsingle Witchfire (#14) de Nederlandse hitlijst haalde.
Ray McRiner was ook bekend voor zijn composities, arrangementen, zang en instrumentaal werk met The Sweet en als toerende gitarist voor de band. Laurie Andrew was ook een succesvolle soloartiest op zijn eigen gepaste manier met de single I'll Never Love Anyone Anymore, een Top of the Pops-publicatie, en met composities en zangerkenning voor zijn werk met Sir Cliff Richard, Boney M., Traks, Gianco, Keith Forsey (sessie-muzikant voor Harold Faltermeyer en Giorgio Moroder te midden van anderen) en Lesley Duncan.

## Discografie

### Singles
- 1977: 7" Witchfire / Hero's Reward
- 1978: 7" Julie / Mountain Side (Nederlands)
- 1978: 7" No-One Cries / All The Ladies

### Albums
- 1978: Rockin in Rhythm
- 1978: No Bad Habits (Graham Bonnet) - achtergrondzang